# José Ramírez (arbitre)
José Francisco Ramírez Calle, né le 17 décembre 1947 et mort en septembre 2010, est un arbitre péruvien de football, qui officia de 1974 à 1991.

## Carrière
Il a officié dans des compétitions majeures : 
- Copa América 1989 (2 matchs)
- Copa América 1991 (2 matchs)